# Diocesi di Tallinn
La diocesi di Tallinn  è una sede della Chiesa cattolica in Estonia immediatamente soggetta alla Santa Sede. Nel 2022 contava 6.700 battezzati su 1.364.000 abitanti. È retta dal vescovo Philippe Jean-Charles Jourdan.

## Territorio
La diocesi comprende l'intero territorio dell'Estonia.
La sede vescovile è la città di Tallinn, dove si trova la cattedrale dei Santi Pietro e Paolo (Peeter-Pauli katedraal).
Il territorio è suddiviso in 10 parrocchie.

## Storia
Tallinn fu per secoli sede della diocesi di Reval (Reval fu fino alla fine della prima guerra mondiale il nome di Tallinn) ma questa venne soppressa con l'affermazione del protestantesimo in Estonia e in genere nella regione baltica. In seguito, a partire dalla fine del Settecento, si riformarono in Estonia comunità cattoliche sottoposte all'arcidiocesi di Mogilёv (oggi arcidiocesi di Minsk-Mahilëŭ). 
Il 1º novembre 1924 fu eretta l'amministrazione apostolica d'Estonia, ricavandone il territorio dall'arcidiocesi di Riga.
Nel 1941 l'amministratore apostolico Eduard Profittlich fu arrestato, trasferito nella prigione di Kirov in Russia, e condannato alla fucilazione per spionaggio a favore della Germania; morì il 22 febbraio 1942, prima dell'esecuzione della sentenza. Da quel momento la sede rimase vacante per cinquant'anni.
Nel 1992 papa Giovanni Paolo II affidò la sede al nunzio apostolico in Estonia, mentre dal 1º aprile 2005 tornò ad avere un vescovo proprio.
Nel settembre 1993 ricevette la visita pastorale di papa Giovanni Paolo II e, il 25 settembre 2018, quella di papa Francesco.
Il 26 settembre 2024 è stata elevata al rango di diocesi, assumendo il nome attuale.

## Cronotassi dei vescovi
Si omettono i periodi di sede vacante non superiori ai 2 anni o non storicamente accertati.
- Antonino Zecchini, S.I. † (1º novembre 1924 - 11 maggio 1931 dimesso)
- Eduard Profittlich, S.I. † (11 maggio 1931 - 22 febbraio 1942 deceduto)
  - Sede vacante (1942-1992)
- Justo Mullor García † (15 aprile 1992 - 2 aprile 1997 nominato nunzio apostolico in Messico)
- Erwin Josef Ender † (9 agosto 1997 - 19 maggio 2001 nominato nunzio apostolico nella Repubblica Ceca)
- Peter Stephan Zurbriggen † (15 novembre 2001 - 23 marzo 2005 dimesso)
- Philippe Jean-Charles Jourdan, dal 1º aprile 2005

## Statistiche
L'amministrazione apostolica nel 2022 su una popolazione di 1.364.000 persone contava 6.700 battezzati, corrispondenti allo 0,5% del totale.
| anno | popolazione | popolazione | popolazione | presbiteri | presbiteri | presbiteri | presbiteri                | diaconi | religiosi | religiosi | parrocchie |
| anno | battezzati  | totale      | %           | numero     | secolari   | regolari   | battezzati per presbitero | diaconi | uomini    | donne     | parrocchie |
| ---- | ----------- | ----------- | ----------- | ---------- | ---------- | ---------- | ------------------------- | ------- | --------- | --------- | ---------- |
| 1999 | 3.500       | 1.453.000   | 0,2         | 8          | 5          | 3          | 437                       |         | 6         | 17        | 5          |
| 2000 | 3.500       | 1.443.000   | 0,2         | 8          | 6          | 2          | 437                       |         | 2         | 19        | 5          |
| 2001 | 3.500       | 1.370.000   | 0,3         | 9          | 5          | 4          | 388                       |         | 4         | 19        | 5          |
| 2002 | 5.745       | 1.371.835   | 0,4         | 12         | 6          | 6          | 478                       |         | 6         | 15        | 5          |
| 2003 | 5.745       | 1.370.000   | 0,4         | 11         | 6          | 5          | 522                       |         | 5         | 19        | 5          |
| 2004 | 5.745       | 1.370.000   | 0,4         | 14         | 9          | 5          | 410                       |         | 5         | 21        | 6          |
| 2007 | 6.000       | 1.370.000   | 0,4         | 12         | 8          | 4          | 500                       |         | 4         | 19        | 9          |
| 2008 | 5.745       | 1.350.000   | 0,4         | 14         | 12         | 2          | 410                       |         | 2         | 20        | 9          |
| 2011 | 5.745       | 1.340.000   | 0,4         | 6          | 3          | 3          | 957                       |         | 3         | 20        | 9          |
| 2017 | 6.500       | 1.263.000   | 0,5         | 14         | 12         | 2          | 464                       |         | 2         | 19        | 9          |
| 2020 | 6.520       | 1.327.830   | 0,5         | 13         | 11         | 2          | 501                       |         | 2         | 19        | 10         |
| 2022 | 6.700       | 1.364.000   | 0,5         | 13         | 12         | 1          | 515                       |         | 1         | 19        | 10         |